# Nick Jr.
Nick Jr. je americký digitálně kabelový a satelitní televizní kanál, který provozuje Nickelodeon Group, součást Viacom Media Networks, divize společnosti Viacom. V únoru 2015 byl kanál dostupný přibližně v 75,4 milionech domácnost v USA. Ode dne 1. srpna 2013 je kanál vysílán také ve vysokém rozlišení ve formátu 1080i a to pod názvem Nick Jr. HD. Od 1. června 2017 vysílá stanice v češtině.

## Mezinárodní vysílání
Dne 16. května 2011 založila v Asii Viacom Media Networks dva nové kanály, Nick Jr. a MTVNHD. Tyto 24hodinové kanály byly dostupné na StarHub TV v Singapuru a na Telekom Malaysia Berhad's Hypp, v Malajsii až 1. června. Avšak později začaly kanály více expandovat do zbytku jihovýchodní Asie.
Africká verze Nick Jr. byla spuštěna 30. září 2014 spolu s Nicktoons. Od března 2013 je dostupný v Polsku na nově vytvořené digitálně satelitní platformě NC+. V Kanadě byl spuštěn jako programový blok na lokální verzi Nickelodeonu. Verze Nick Jr. také existují ve Spojeném království a Irsku, Německu, Nizozemí a Flandrech, Indii, Francii, Itálii, Latinské Americe a Austrálii.

### Nick Jr. Too

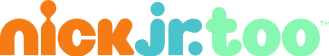
Logo stanice Nick Jr. Too

Je druhý kanál Nick Jr., který započal vysílat 24. dubna 2006. Je dostupný ve Spojeném království a v Irsku. Nick Jr. Too vznikl z kanálu Nick Jr. Peppa, na kterém se po dobu jednoho měsíce vysílalo pouze Prasátko Peppa. Ten se poté přejmenoval na Nick Jr. 2 a nakonec na Nick Jr. Too.
Nick Jr. Too je dostupný na satelitní televizi, Sky TV Channel 620, kabelové televizi, Virgin Media Channel 716, či online na TVPlayer. Kanál je vysilán v rozlišení 16 : 9 SDTV ve formátu 576i.